# Edward Breza
Edward Breza (ur. 24 września 1932 w Kaliszu, zm. 12 października 2017 w Gdańsku) – polski językoznawca, profesor zwyczajny Uniwersytetu Gdańskiego.

## Życiorys
Na świat przyszedł w wielodzietnej kaszubskiej rolniczej rodzinie Józefa (1902–1967) i Marty z domu Gruchała (ur. 1901). W 1939 roku rozpoczął edukację w niemieckiej szkole we wsi rodzinnej. W 1948 roku ukończył polską szkołę w Lipuszu, następnie w latach 1948–1951 uczęszczał do Liceum Ogólnokształcącego w Kościerzynie. W 1951 roku wstąpił do Zgromadzenia Zmartwychwstańców. W 1953 roku w Poznaniu zdał eksternistyczny egzamin maturalny. W 1958 roku ukończył studia filozoficzno-teologiczne w Metropolitalnym Seminarium Duchownym w Krakowie, lecz nie przyjął święceń kapłańskich. Jego wykładowcą etyki był ks. doc. dr hab. Karol Wojtyła. Po ukończeniu studiów pracował jako nauczyciel religii, j. polskiego, j. rosyjskiego, j. niemieckiego, historii, biologii, geografii. Tytuł magistra filologii polskiej uzyskał w roku 1964 na WSP w Gdańsku (obecnie Uniwersytet Gdański), doktorat na Uniwersytecie Gdańskim (1972) (promotorem jego pracy doktorskiej był Hubert Górnowicz, tam też habilitację (1978). Był pierwszym doktorem habilitowanym w dziedzinie językoznawstwa na Uniwersytecie Gdańskim. W 1988 roku został podniesiony do godności profesora. Na Uniwersytecie Gdańskim był prodziekanem Wydziału Humanistycznego (1978–1981), dyrektorem Instytutu Filologii Polskiej (1981–1991) oraz kierownikiem Zakładu Historii Języka Polskiego, Dialektologii i Onomastyki (1988–2002). W okresie od 1 października 1978 do 30 czerwca 1994 roku pracował także (na II etacie) w Wyższej Szkole Pedagogicznej w Bydgoszczy, najpierw na stanowisku docenta, potem profesora nadzwyczajnego i profesora zwyczajnego. 
25 kwietnia 2006 roku Uniwersytet Kazimierza Wielkiego w Bydgoszczy nadał mu tytuł doktora honoris causa. Profesor zwyczajny Bałtyckiej Wyższej Szkoły Humanistycznej (2003–2004), Gdańskiej Wyższej Szkoły Humanistycznej (od 2003) i Państwowej Wyższej Szkoły Zawodowej w Ciechanowie (od 2004). W latach 1980–1984 był przewodniczącym I Wydziału Gdańskiego Towarzystwa Naukowego.
Główne nurty zainteresowań naukowych wyznaczają: onomastyka (członek Międzynarodowego Komitetu Onomastycznego w Leuven – Belgia, Komisji Onomastycznej KJ PAN w Warszawie i Komitetu Redakcyjnego „Onomasticów” w Krakowie), historia języka polskiego, zwłaszcza na Pomorzu, współczesna polszczyzna z kulturą języka, dialektologia z kaszubistyką (w tym: kaszubszczyzna literacka), wpływ łaciny na język polski, metodyka nauczania języka polskiego i kaszubskiego.
Redaktor „Rocznika Gdańskiego” (1992–1996). Bibliografia jego prac obejmuje ponad 2200 pozycji (książkowych, artykułów, w tym także drobnych – gazetowych). Za książki: Toponimia powiatu kościerskiego (1974), Gramatyka Kaszubska napisaną z Jerzym Trederem (1981) i Nazwiska Pomorzan (2001) otrzymał nagrodę Ministra.
12 października 2013 roku otrzymał tytuł Honorowego Obywatela Miasta Kościerzyna.
Edward Breza był mężem Zofii z domu Stefańskiej, ojcem czworga dzieci.
Zmarł 12 października 2017 roku w Gdańsku, pochowany na cmentarzu komunalnym w Sopocie (kwatera N3-5a-7).

## Ordery i odznaczenia

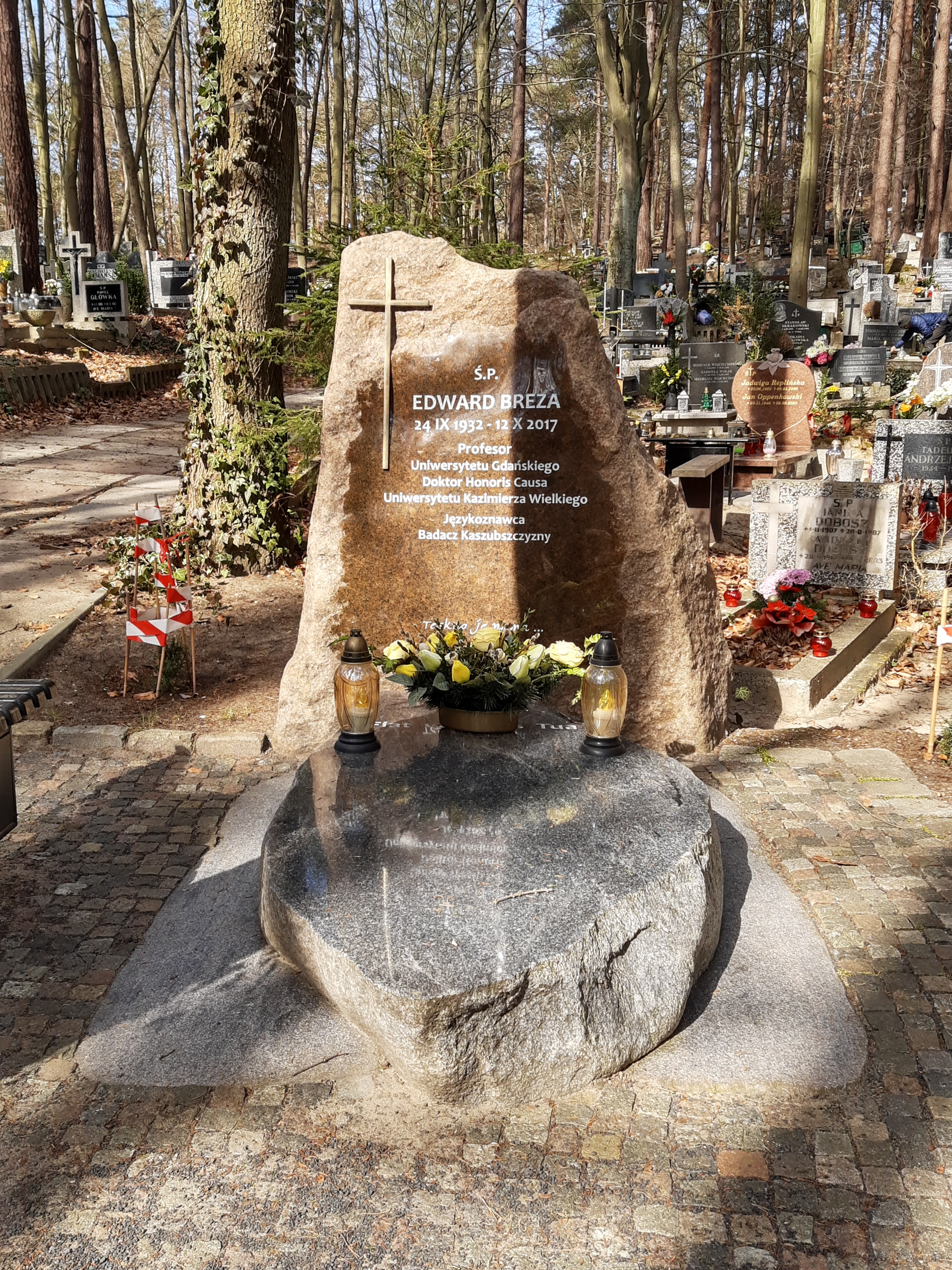
Grób prof. Edwarda Brezy na cmentarzu komunalnym w Sopocie

- Krzyż Oficerski Orderu Odrodzenia Polski
- Krzyż Kawalerski Orderu Odrodzenia Polski
- Złoty Krzyż Zasługi
- Medal Komisji Edukacji Narodowej
- Medal Księcia Mściwoja II (2003)[13]
- Medal Stolema (1983)
- Odznaka „Zasłużony Działacz Kultury”
- Odznaka honorowa „Zasłużonym Ziemi Gdańskiej”
- Medal Uniwersytetu Gdańskiego
- Medal Państwowej Wyższej Szkoły Zawodowej w Ciechanowie

Źródło:.

## Nagrody i wyróżnienia
- Nagroda Prezydenta Miasta Sopotu, „Sopocka Muza” w dziedzinie nauki (2015)
- tytuł Honorowego Obywatela Gminy Dziemiany (6 czerwca 2006)
- tytuł Honorowego Obywatela Miasta Kościerzyny (12 października 2013)
- tytuł Honorowego Obywatela Gminy Lipusz (2016)

Źródło:.

## Upamiętnienie
Rada Gminy Dziemiany Uchwałą Nr XL/218/22 z 25 stycznia 2022 nadała imię prof. Edwarda Brezy jednej z ulic Kalisza - jego rodzinnej miejscowości.